# ظهرة السياغي (المخادر)

تعديل مصدري - تعديل

ظهرة السياغي محلة تابعة لقرية المصينعة، التابعة لعزلة جبل عقد بمديرية المخادر إحدى مديريات محافظة إب في الجمهورية اليمنية، بلغ تعداد سكانها 908 حسب تعداد اليمن لعام 2004.